# Nuoto ai campionati mondiali di nuoto 2015 - 200 metri misti femminili
La gara dei 200 metri misti femminili si è svolta il 2 e il 3 agosto 2015 presso la Kazan Arena e vi hanno preso parte 39 atleti provenienti da 32 nazioni. Le batterie e le semifinali si sono svolte, rispettivamente, la mattina e al sera del 2 agosto, mentre la finale ha avuto luogo la sera del 3 agosto.

## Medaglie
| Posizione | Atleta                 | Nazionalità   |
| --------- | ---------------------- | ------------- |
| Oro       | Katinka Hosszú         | Ungheria      |
| Argento   | Kanako Watanabe        | Giappone      |
| Bronzo    | Siobhan-Marie O'Connor | Gran Bretagna |

## Record
Prima della manifestazione il record del mondo (WR) e il record dei campionati (CR) erano i seguenti.
| Record mondiale       | 2'06"15 | Ariana Kukors Stati Uniti | 27 luglio 2009 Roma, Italia |
| Record dei campionati | 2'06"15 | Ariana Kukors Stati Uniti | 27 luglio 2009 Roma, Italia |

Durante la competizione è stato battuto il seguente record:
| Data     | Evento | Atleta         | Nazione  | Tempo   | Record |
| -------- | ------ | -------------- | -------- | ------- | ------ |
| 3 agosto | Finale | Katinka Hosszú | Ungheria | 2'06"12 | ,      |

## Risultati

### Batterie
| Posizione | Batteria | Corsia | Atleta                    | Nazionalità   | Tempo   | Note |
| --------- | -------- | ------ | ------------------------- | ------------- | ------- | ---- |
| 1         | 4        | 4      | Katinka Hosszú            | Ungheria      | 2:07.30 | Q    |
| 2         | 3        | 4      | Siobhan-Marie O'Connor    | Gran Bretagna | 2:08.92 | Q    |
| 3         | 4        | 5      | Kanako Watanabe           | Giappone      | 2:10.37 | Q    |
| 4         | 2        | 3      | Sydney Pickrem            | Canada        | 2:10.94 | Q    |
| 5         | 2        | 4      | Ye Shiwen                 | Cina          | 2:11.23 | Q    |
| 6         | 2        | 5      | Melanie Margalis          | Stati Uniti   | 2:11.88 | Q    |
| 7         | 4        | 3      | Hannah Miley              | Gran Bretagna | 2:12.22 | Q    |
| 8         | 4        | 6      | Sakiko Shimizu            | Giappone      | 2:12.27 | Q    |
| 9         | 3        | 5      | Maya DiRado               | Stati Uniti   | 2:12.38 | Q    |
| 9         | 3        | 3      | Zsuzsanna Jakabos         | Ungheria      | 2:12.38 | Q    |
| 11        | 4        | 2      | Joanna Maranhão           | Brasile       | 2:12.74 | Q    |
| 12        | 3        | 0      | Viktoriya Zeynep Gunes    | Turchia       | 2:12.91 | Q    |
| 13        | 3        | 1      | Siobhán Haughey           | Hong Kong     | 2:13.07 | Q    |
| 14        | 2        | 1      | Barbora Závadová          | Rep. Ceca     | 2:13.12 | Q    |
| 15        | 3        | 2      | Tessa Wallace             | Australia     | 2:13.23 | Q    |
| 16        | 2        | 2      | Nguyễn Thị Ánh Viên       | Vietnam       | 2:13.41 | Q    |
| 17        | 4        | 7      | Keryn McMaster            | Australia     | 2:13.42 |      |
| 18        | 3        | 8      | Lara Grangeon             | Francia       | 2:13.50 |      |
| 19        | 3        | 6      | Lisa Zaiser               | Austria       | 2:13.90 |      |
| 20        | 2        | 8      | Hrafnhildur Lúthersdóttir | Islanda       | 2:14.12 |      |
| 21        | 3        | 7      | Louise Hansson            | Svezia        | 2:14.49 |      |
| 22        | 4        | 1      | Zhou Min                  | Cina          | 2:15.08 |      |
| 22        | 4        | 8      | Stina Gardell             | Svezia        | 2:15.08 |      |
| 24        | 3        | 9      | Ranohon Amanova           | Uzbekistan    | 2:15.13 |      |
| 25        | 2        | 0      | Kirsty Coventry           | Zimbabwe      | 2:15.39 |      |
| 26        | 4        | 0      | Nam Yoo-sun               | Corea del Sud | 2:16.58 |      |
| 27        | 2        | 6      | Viktoriya Andreyeva       | Russia        | 2:16.85 |      |
| 28        | 1        | 5      | Victoria Kaminskaya       | Portogallo    | 2:16.89 |      |
| 29        | 1        | 6      | Ana Radić                 | Croazia       | 2:17.04 |      |
| 30        | 2        | 7      | Theresa Michalak          | Germania      | 2:17.12 |      |
| 31        | 1        | 4      | Virginia Bardach          | Argentina     | 2:17.24 |      |
| 32        | 1        | 2      | Phiangkhwan Pawapotako    | Thailandia    | 2:17.69 |      |
| 33        | 4        | 9      | Sycerika McMahon          | Irlanda       | 2:17.88 |      |
| 34        | 2        | 9      | Amit Ivry                 | Israele       | 2:18.35 |      |
| 35        | 1        | 3      | Anja Crevar               | Serbia        | 2:21.51 |      |
| 36        | 1        | 7      | Georgina González         | Messico       | 2:24.33 |      |
| 37        | 1        | 8      | Alexus Laird              | Seychelles    | 2:27.68 |      |
| 38        | 1        | 1      | Lydia Musleh              | Giordania     | 2:27.94 |      |
| 39        | 1        | 0      | Estellah Fils Rabetsara   | Madagascar    | 2:36.25 |      |

### Semifinali
| Posizione | Semifinale | Corsia | Atleta                 | Nazionalità   | Tempo   | Note |
| --------- | ---------- | ------ | ---------------------- | ------------- | ------- | ---- |
| 1         | 2          | 4      | Katinka Hosszú         | Ungheria      | 2:06.84 | Q,ER |
| 2         | 1          | 4      | Siobhan-Marie O'Connor | Gran Bretagna | 2:08.45 | Q    |
| 3         | 2          | 5      | Kanako Watanabe        | Giappone      | 2:09.61 | Q    |
| 4         | 2          | 2      | Maya DiRado            | Stati Uniti   | 2:09.82 | Q    |
| 5         | 1          | 5      | Sydney Pickrem         | Canada        | 2:10.08 | Q    |
| 6         | 1          | 3      | Melanie Margalis       | Stati Uniti   | 2:10.61 | Q    |
| 7         | 2          | 6      | Hannah Miley           | Gran Bretagna | 2:11.19 | Q    |
| 8         | 2          | 3      | Ye Shiwen              | Cina          | 2:11.39 | Q    |
| 9         | 1          | 7      | Viktoriya Zeynep Gunes | Turchia       | 2:11.46 | WJR  |
| 10        | 1          | 6      | Sakiko Shimizu         | Giappone      | 2:11.53 |      |
| 11        | 1          | 2      | Zsuzsanna Jakabos      | Ungheria      | 2:11.91 |      |
| 12        | 1          | 1      | Barbora Závadová       | Rep. Ceca     | 2:11.97 |      |
| 13        | 2          | 7      | Joanna Maranhão        | Brasile       | 2:12.64 |      |
| 14        | 2          | 1      | Siobhán Haughey        | Hong Kong     | 2:13.26 |      |
| 15        | 1          | 8      | Nguyễn Thị Ánh Viên    | Vietnam       | 2:13.29 | NR   |
| 16        | 2          | 8      | Tessa Wallace          | Australia     | 2:14.34 |      |

### Finale
| Posizione | Corsia | Atleta                 | Nazionalità   | Tempo   | Note |
| --------- | ------ | ---------------------- | ------------- | ------- | ---- |
|           | 4      | Katinka Hosszú         | Ungheria      | 2:06.12 | WR   |
|           | 3      | Kanako Watanabe        | Giappone      | 2:08.45 |      |
|           | 5      | Siobhan-Marie O'Connor | Gran Bretagna | 2:08.77 |      |
| 4         | 6      | Maya DiRado            | Stati Uniti   | 2:08.99 |      |
| 5         | 1      | Hannah Miley           | Gran Bretagna | 2:10.19 |      |
| 6         | 2      | Sydney Pickrem         | Canada        | 2:10.32 |      |
| 7         | 7      | Melanie Margalis       | Stati Uniti   | 2:10.41 |      |
| 8         | 8      | Ye Shiwen              | Cina          | 2:14.01 |      |